# Добешин (Мазовецьке воєводство)
Добешин (пол. Dobieszyn) — село в Польщі, у гміні Стромець Білобжезького повіту Мазовецького воєводства.
Населення — 425 осіб (2011).
У 1975-1998 роках село належало до Радомського воєводства.

## Демографія
Демографічна структура станом на 31 березня 2011 року:
|          | Загалом | Допрацездатний вік | Працездатний вік | Постпрацездатний вік |
| -------- | ------- | ------------------ | ---------------- | -------------------- |
| Чоловіки | 219     | 60                 | 134              | 25                   |
| Жінки    | 206     | 39                 | 117              | 50                   |
| Разом    | 425     | 99                 | 251              | 75                   |